# Madge Oberholtzer
 (octobre 2020).
Madge Augustine Oberholtzer (10 novembre 1896 - 14 avril 1925) est une enseignante de l'Indiana qui est enlevée et violée par un dignitaire du Ku Klux Klan en 1925 ; elle meurt des suites de ce crime.

## Biographie
Madge Oberholtzer naît de parents germano-américains à Clay City (Indiana) en 1896 et grandit dans le comté de Fulton. Après avoir été diplômée Bachelière en Arts, elle enseigne dans un programme de l'État pour l'alphabétisation des adultes. Elle vit avec ses parents dans le quartier d'Irvington à Indianapolis.
Elle est enlevée par D. C. Stephenson (en), Grand Dragon du Ku Klux Klan de l'Indiana, qui la retient dans le wagon d'un train privé et la viole à plusieurs reprises. Elle décède d'une combinaison de staphylocoques, conséquence de ses blessures, et d'une affection des reins due à son auto-empoisonnement pour échapper à son tortionnaire par le suicide.
Sur son lit de mort, Madge Oberholtzer décrit de manière très claire les agressions de Stephenson. Ce témoignage permet la condamnation de ce dernier en 1925. Le scandale produit a contribué au rapide déclin du KKK dans l'Indiana, avec des dizaines de milliers de départs de Klansmen, les membres du Ku Klux Klan. Ce déclin est accéléré en 1926 et 1927 par la dénonciation par Stephenson des membres du gouvernement ayant accepté des payements et des pots de vin de la part du Klan. L'organisation y perdit sa réputation de respect et de défense des lois.